# Hispanic (magazine)
Hispanic était un magazine américain de langue anglaise sur la culture pop, la mode et la politique publié par Televisa Publishing. En 2008, c'était le plus grand magazine de style de vie en anglais sur le marché hispanique américain. Le magazine a arrêté sa diffusion en 2010.

## Historique
Fondé en 1988, Hispanic avait un tirage audité par ABC de 315 000 exemplaires, ciblé vers les dirigeants d'entreprise, les entrepreneurs, les leaders d'opinion, les membres d'organisations hispaniques et les étudiants. L'éditorial de Hispanic était axé sur le style de vie, la culture, le divertissement, les affaires, la carrière et la politique, avec des histoires optimistes, informatives et d'actualité.

### Contenu
La répartition éditoriale du magazine en 2007 était de 35 % lifestyle, 25 % divertissement, 15 % culture, 15 % intérêt général, 5 % business, 3 % calendrier et 2 % carrière. Les pages de Hispanic présentaient systématiquement les artistes hispaniques les plus en vue aux États-Unis et au-delà, tels que Benicio del Toro, Andy García, Antonio Banderas, Perez Hilton, Ricky Martin, Penélope Cruz, Paz Vega, Diego Luna et Juanes.